# Troškovi proizvodnje
U ekonomskoj teoriji troškovima proizvodnje smatraju se svi troškovi resursa koji su upotrijebljeni za stvaranje proizvoda. Trošak može biti bilo koji od faktora proizvodnje (uključujući rad, kapital, ili zemljište), te porezi. Teorija ima najviše smisla pod pretpostavkama stalnog obujma i postojanje samo jednog proizvođača. Pod tim pretpostavkama, dugoročno cijena roba jednaka je zbroju troškova ulaganja u tu robu, uključujući i troškove kamata.
Međutim, kad na tržištu postoji više proizvođača koji imaju različite troškove proizvodnje potrebno je prikazati ukupne troškove proizvodnje. Troškove proizvodnje nekog proizvoda svih proizvođača na jednom tržištu može se prikazati krivuljom koja se zove funkcija troškova, ili funkcija ponude. Kad se na istom dijagramu prikaže i krivulja koja prikazuje potražnju za tom proizvodom (granična korisnost – vrijednost robe za pojedine kupce), odnosno cijenu koju su pojedini kupci spremni platiti za taj proizvod dobijemo dijagram ponude i potražnje na kojem se te dvije krivulje sijeku i ta točka predstavlja tržišnu cijenu. Kupci kojima roba vrijedi manje od cijene neće je kupovati, a proizvođači čiji troškovi proizvodnje veći od te tržišne cijene obustavit će proizvodnju. Razlika između cijene i troškova je profitna stopa, a površina između krivulje ponude i cijene je ukupni profit svih proizvođača. Razlika između tržišne cijene i cijene koju je kupac spreman platiti je korisnost proizvoda, a ukupna korisnost koju kupci ostvaruju na tržištu je površina između krivulje potražnje i tržišne cijene.  

## Metode snižavanja troškova proizvodnje
Na slobodnom tržištu svaki proizvođač nastoji pobijediti konkurenciju, ili barem spriječiti vlastitu propast, a za to je potrebno ostvariti što veći profit. To može postići ili povećanjem proizvodnje i prodaje, ili povećanjem profitne stope.
Povećanje proizvodnje može se postići boljom upotrebom kapaciteta, ili izgradnjom novih kapaciteta.
Povećanje profitne stope (profit podijeljen s troškovima proizvodnje) postiže se ili sniženjem troškova po jedinici proizvoda tj. racionalizacijom proizvodnje, ili povećanjem funkcionalnosti proizvoda.  
Racionalizacija se može izvesti smanjenjem škarta, optimalizacijom količine proizvodnje, nabavom novih, boljih ili jeftinijih sirovina, poluproizvoda ili usluga, nabavom funkcionalnijih strojeva i opreme i sl. Upravo zbog smanjenja jediničnih troškova (troškova po jedinici proizvoda) u razvijenim zemljama strojeve se zamjenjuje svakih 3 do 5 godina iako su tehnički potpuno ispravni. Vrlo važna je i optimalizacija proizvodnje kao rezultat planiranja između minimalnih troškova i maksimalnih prihoda, pri čemu je potrebno naći točku gdje je dobit najveća. Veliku korist u ovome pružaju operativni matematički modeli rješavanja parcijalnih problema.  

## Radna teorija vrijednosti
Radna teorije vrijednosti tvrdi kako vrijednosti robe ovisi o ukupnom radu potrebnom da ih se proizvede.
Postoji mnogo različitih načina izračuna vrijednosti rada, sa zajedničkim elementom da je "vrijednost" dobra ili usluga jednaka ili proporcionalna iznosu rada potrebnom za proizvodnju proizvoda ili usluge (uključujući i rada potrebnih za proizvodnju sirovina i strojeva koji se koriste u proizvodnji).
Različite radne teorije vrijednosti prevladavale su među klasičnim ekonomistima sve do sredine 19. stoljeća. U početku su povezivane s Adamom Smithom i Davidom Ricardom, a kasnije s marksističkom ekonomijom, dok među modernim ekonomistima prevladava pristup granične korisnosti. 

## Povijest razvoja teorije
Povijesno gledano, najviše poznati zagovornik teorija troškova i cijena je Adam Smith. Smith je tvrdio kako tržišne cijene imaju tendenciju kretanja prema prirodnim cijenama. Smith je pod prirodnom cijene roba smatrao zbroj prirodnih stopa plaća, dobiti i najma koji moraju biti plaćeni za sve što se utroši u proizvodnji.  
David Ricardo je miješao troškove proizvodnje s radnom teorijom vrijednosti. Ta teorija tvrdi kao cijene imaju tendenciju kretanja prema društveno potrebnom rad utrošenom u proizvodnju robe. Ricardo postavlja tu teoriju na početku prvog poglavlja njegove knjige: "Načela političke ekonomije i oporezivanja". Međutim, Ricardo također sam dokazima opovrgava teoriju radne vrijednosti u kasnijim dijelovima tog poglavlja. Karl Marx kasnije preuzima teorija u prvom dijelu "Kapitala", a što znači da je on sasvim svjestan kako je teorija netočna, ali je ideološki prikladna.  
Nešto drukčiju teoriju troškova i cijena iznijeli su pripadnici "neo-Ricardove škole" kao što su  Piero Sraffa i njegovi sljedbenici.
Poljski ekonomist Michał Kalecki razlikuje troškove u različitim sektorima te tvrdi kako "cijene određuju cijene" u proizvodnji i uslugama, dok u poljoprivredi i vađenju sirovina "potražnja određuje cijene". Većina današnjih mainstrim ekonomista prihvaća ovakve teorije kao jedan element, ali ih proširuju pitanjima potražnje i granične korisnosti. 

## Tržišna cijena
Tržišna cijena je ekonomski koncept prema kojem je to cijena po kojem su dobra ili usluga ponuđeni na tržištu. Tržišna vrijednost i tržišna cijena određuju se na tržištu, pod uvjetima tržišne učinkovitosti, ravnoteže i racionalnih očekivanja.  

## Utjecajporezai subvencija na troškove i cijene
Porezi i subvencije mijenjaju cijenu dobara i usluga. Granični porez na prodavača djeluje kao trošak, te na dijagramu ponude i potražnje krivulju ponude pomiče u lijevo, te kada druge stvari ostaju jednake porez povećava cijene koje mora platiti potrošač, odnosno smanjenje iznos koji prima prodavač. Granični subvencije na proizvodnju djeluju kao sniženje troškova, te uzrokuju pomak krivulje ponude u desno, čime subvencije smanjuju cijenu koju plaća potrošač.

## Vrste troškova
- Ukupni troškovi(TC) su najniži ukupni novčani izdaci potrebni da se proizvede određena količina proizvoda. {\displaystyle TC=FC+VC}[1]
  - Fiksni troškovi(FC) su oni koji se ne mijenjaju s promjenama opsega proizvodnje. Postoje i onda kada poduzeće iz bilo kojeg razloga ne radi. Najvažniji primjer fisknog troška je amortizacija zgrada strojeva. Kamate na kredite, zakupnine na dugi rok su isto FC.
  - Varijabilni troškovi(VC) su oni koji se mijenjaju s promjenama obima proizvodnje. Povećanjem proizvodnje VC rastu dok njenim smanjenjem oni opadaju. Tu ubrajamo tu ubrajamo troškove radne snage, sirovina i energije.
- Granični troškovi(MC) pokazuju porast ukupnih troškova nastalih proizvodnjom dodatne jedinice proizvoda. Granični troškovi ovise samo o varijabilnim troškovima, dok fiksni troškovi na njih uopće ne djeluju. Krivulja graničnih troškova je U oblika. Njihov porast je posljedica djelovanja zakona opadajućih prinosa
- Prosječni troškovi(AC) dobiju se dijeljenjem ukupnih troškova s brojem proizvedenih jedinica outputa u nekom vremenskom razdoblju. {\displaystyle AC=AVC+AFC}
  - Prosječni varijabilni troškovi (AVC) su jednaki varijabilnim troškovima po jedinici proizvoda. {\displaystyle AVC=VC/Q}
  - Prosječni fiksni troškovi (AFC) su jednaki fiksnim troškovima po jedinici proizvoda. krivulja prosječnih fiksnih troškova je negativnog nagiba i približava se sve bliže apscisi kako raste veličina outputa. {\displaystyle AFC=FC/Q}

## Izokosta
Izokosta je krivulja koja pokazuje različite kombinacije proizvodnih inputa koje daju isti ukupni trošak pri danim cijenama inputa.
Nagib izokoste pokazuje odnos relativnih cijena proizvodnih inputa.

## Pravilo najmanjeg troška
Pravilo najmanjeg troška govori da će oduzeće danu razinu proizvodnje proizvesti upošljavanjem one kombinacije faktora proizvodnje za koju je odnos graničnih proizvoda faktora proizvodnje jednak odnosu njihovih cijena, odnosno onu za koju je granični proizvod po novčanoj jedinici inputa jednak za svaki faktor proizvodnje.